# おしゃべり子ガモ
『おしゃべり子ガモ』（The Duck Doctor 1952年2月16日）は、トムとジェリーの作品の一つ。日本においては現在パブリックドメインとなっている。

## スタッフ
- 監督 - ウィリアム・ハンナ、ジョセフ・バーベラ
- 製作 - フレッド・クインビー
- 共同製作 - ウィリアム・ハンナ（クレジット無し）
- 脚本 - ウィリアム・ハンナ、ジョセフ・バーベラ（全員クレジット無し）
- 原画 - ケネス・ミューズ、エド・バージ、レイ・パターソン、アーヴン・スペンス、アル・グランドマイン（クレジット無し）
- レイアウト - リチャード・ビッケンバック（クレジット無し）
- 背景 - ロバート・ジェントル（クレジット無し）
- 音楽 - スコット・ブラッドリー
- 彩色プロセス - テクニカラー
- 録音プロセス - ウェスタン・エレクトリック
- 制作 - メトロ・ゴールドウィン・メイヤー・カートゥーン・スタジオ（英語版）
- 配給 - メトロ・ゴールドウィン・メイヤー、ロウズ・シアター

## 内容
ある秋の日、渡り鳥・カモの群れが南へ飛び立っていた。そこにはまだ生まれて間もない子ガモもいた。そこへ猟銃を構えたトムが現れ、子ガモに向かって銃を撃つ。撃たれた子ガモは羽を負傷しうまく飛べず、落ちていく。それを見たトムは子ガモを捕まえようとするが、ジェリーが子ガモを自分の家に隠す。
ジェリーが負傷した子ガモを起こすと早口で今までの事情を説明する。その子ガモは落ち着きのないおしゃべりで、危険を省みず仲間たちに合流しようとする無謀な性格だった。怪我が完治しておらず飛ぶことができない上、外では子ガモが諦めきれないトムが睨みを利かせている。子ガモはジェリーの制止も振り切って外へ飛び出し、そのたびにカモ笛で誘き寄せるトムに追い回されてはジェリーに面倒をかけさせた。
あまりにも学習しない子ガモに呆れたジェリーは子ガモの口を塞ぎつつ治療、今度は外出しないよう金床に結び付けた。しかし外でトムがまたカモ笛を吹くと、子ガモが重い金床ごと外へ飛び出して来た。
金床に轢き潰され怒ったトムは銃を乱射して子ガモを捕まえようとする。ところがロープで繋がった金床が脅威となり上手く太刀打ちできない。かたや子ガモは怪我のことなどすっかり忘れ、無我夢中で飛び立とうとする。するといつの間にか飛べるようになっていた。しかし、金床の重みのせいで高く飛ぶことができない。チャンスを狙ったトムは真下から銃を撃つが、銃弾は子ガモと金床を結び付けたロープを切断してしまい、落下した金床が頭上に命中。ついにトムの敗北に終わる。
何とかトムから逃げのびた子ガモはジェリーに別れを告げて仲間とともに南へ飛び立っていった。ジェリーはカモ笛を吹きながら、子ガモに別れを告げるのだった。
本作ではトムがはっきりと悪役として描かれている。またトムとジェリーの二匹が直接争わない珍しい作品となっている。

## 登場キャラクター
トム
今作は子ガモにしつこく執着するハンターとして登場。子ガモに向けて猟銃を発砲し命中するが、そのカモをなかなか捕まえられず、やがて本来の標的でない豚を撃ってしまったため、豚に圧し潰される。最後はケガをした子ガモが引っ張り出した金床の下敷きになり、結局カモを捕まえられずに終わった。尚今作では一度もジェリーを追いかけることはなかった。
ジェリー
トムに撃たれケガをした子ガモを介抱。言うことを聞かずに外へ飛び出す子ガモに金床を結び付けるが、これが結果的にトムを撃退する武器となった。最後はケガが完治し自力で飛べるようになった子ガモを見送った。
子ガモ
群れの最後尾で飛んでいたところをトムに撃たれ、その弾が羽に命中。トムに捕まりそうになったところをジェリーに助けてもらい、ジェリーに介抱される。非常におしゃべりで落ち着きがなく、仲間の元へ戻りたい一心でケガが完治しないまま飛ぼうとするが、トムに追いかけられそのたびにジェリーに助けられる。最後は自分より重い金床を引っ張りながらも飛び続け、ケガもいつの間にか完治しそのまま仲間の元へ飛び立って行った。
豚
トムに尻を撃たれて飛び上がり、トムを押し潰した。